# W stronę czwartego wymiaru
W stronę czwartego wymiaru (z podtytułem: "Zbiór opowiadań popularno- i fantastyczno-naukowych"), wydana w 1958 przez Wydawnictwo „Wiedza Powszechna” antologia składająca się z trzech części – Wczoraj, Dziś i Jutro. W pierwszej, "Wczoraj", przedstawiono historie z dziejów eksploracji Ziemi; w drugiej i trzeciej "Dziś" i "Jutro" – amerykańskie opowiadania fantastycznonaukowe.
Była to jedna z pierwszych wydanych w Polsce antologii zawierających prozę s-f. Wyboru opowiadań, podobnie jak w przypadku wydanych w tym samym roku Rakietowych szlaków, dokonał i wstępem zbiór patrzył Julian Stawiński. Tłumaczami opowiadań byli: Julian Stawiński, Alfred Liebfeld i Krzysztof Zarzecki.

## Spis treści

### WCZORAJ
- Orville Wright – Zwycięstwo pod Kitty Hawk
- Charles A. Lindbergh – Przelot Nowy Jork - Paryż
- J. Y. Cousteau i Fryderyk Dumas – Milczący świat

### DZIŚ
- Stewart Alsop i Ralph E. Lapp – Dziwna śmierć Louisa Slotina
- Arthur Ray Hawkins – Skok z szybkością naddźwiękową
- Jonathan Norton Leonard(inne języki) – Rakiety międzyplanetarne
- Eric Frank Russell – Impuls
- Mack Reynolds(inne języki) – Siewcy niezgody

### JUTRO
- William Tenn – Moje potrójne ja
- Lewis Padgett – Dumny robot
- R. de Witt Miller(inne języki) – Wewnątrz piramidy
- Fredric Brown – Pikawki
- Katherine Mac Lean(inne języki) – Telewizja nie kłamie
- Edward Grendon – Kryzys
- William Tenn – Wyzwolenie Ziemi
- William Tenn – W otchłani, wśród umarłych
- Fredric Brown – Zwariowana planeta